# Roland Dannö
Roland Dannö (ur. 13 lutego 1966 w Östersund) – szwedzki żużlowiec, brat Stefana Dannö – również żużlowca.
Srebrny medalista indywidualnych mistrzostw Szwecji (Kumla 1988). Trzykrotny medalista drużynowych mistrzostw Szwecji: srebrny (1988) oraz dwukrotnie brązowy (1986, 1987). Srebrny medalista drużynowych mistrzostw Wielkiej Brytanii (1988).
W lidze szwedzkiej reprezentant klubu Indianerna Kumla (1984–1988), natomiast w brytyjskiej – Hackney Hawks (1987) oraz Belle Vue Aces (1988).
Reprezentant Szwecji na arenie międzynarodowej. Dwukrotny finalista indywidualnych mistrzostw świata na długim torze (Pfarrkirchen 1986 – XV miejsce, Scheeßel 1988 – VII miejsce). Uczestnik eliminacji indywidualnych mistrzostw świata (najlepszy wynik: Norrköping 1987 – XI miejsce w finale skandynawskim).
Karierę sportową zakończył wskutek obrażeń, które odniósł 5 kwietnia 1989 r. podczas upadku w trakcie międzypaństwowego meczu Polska–Szwecja w Grudziądzu.